# Podolsk
Podolsk - Подольск (rus) - és una ciutat de l'óblast de Moscou, a Rússia. Està situada a tocar del riu Pakhrà, un afluent del Moskvà. És la ciutat més gran de l'óblast de Moscou, amb una població de 183.095 persones, segons el cens del 2010.

## Història
La ciutat de Podolsk va sorgir del poble de Podol, que al segle xviii pertanyia al Monestir de Danílov, a Moscou. A Podolsk li concedí l'estatus de ciutat Caterina II el 1791. En aquella època, Rússia estava establint els districtes principals de país, assignava governadors i establia ciutats noves.
Abans de la Revolució Russa, Podolsk es trobava entre una de les ciutats més industrialitzades a Rússia. Una factoria de la casa Singer, que feia màquines de cosir, estava establerta aquí.
La família de Lenin solia viure a Podolsk. El mateix Vladímir Lenin visità la ciutat un cert nombre de vegades i fins i tot hi tenia una petita propietat i una casa de camp. El 1900, celebrà una reunió a Podolsk amb els socialdemòcrates, vinguts de Moscou i d'altres ciutats, per tal de guanyar el seu suport per al nou diari Iskra, que ja havia començat a editar-se.
El 1971, a Podolsk se li atorgà l'Orde de la Bandera Roja del Treball. En els temps soviètics, Podolsk era un dels gegants industrials a l'óblast de Moscou. En aquella època hi havia més de setanta fàbriques que operaven a la ciutat. La majoria dels ciutadans estaven treballant en aquestes plantes.
Podolsk és la seu de l'Arxiu Central del Ministeri de Defensa Rus. L'any 2000 s'hi va crear una gran base militar, a poc més d'un quilòmetre de la ciutat.

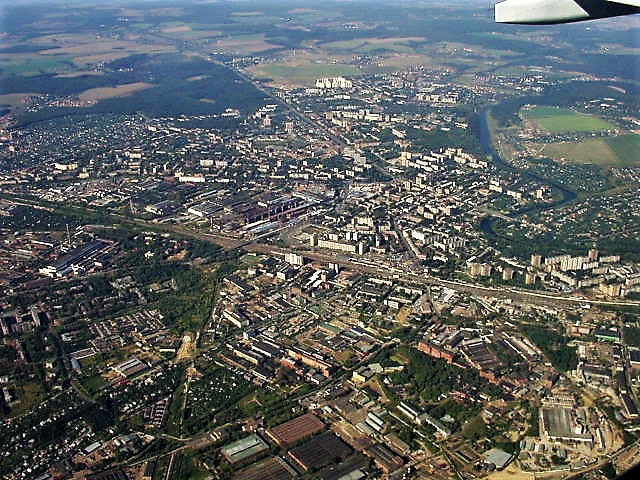
Vista aèria de Podolsk

## Ciutats agermanades
Podolsk està agermanada amb les següents ciutats
- Amstetten, Àustria

- Bălţi, Moldàvia

- Bar, Montenegro

- Borísov, Belarús

- Engels, Rússia

- Henan, Xina

- Kavarna, Bulgària

- Kladno, República Txeca

- Ohrid, Macedònia del Nord

- Saint-Ouen, França

- Xumen, Bulgària

- Sukhumi, Abkhàzia.[2][3]

- Trier-Land, Alemanya

- Txernivtsí, Ucraïna

- Vanadzor, Armènia

- Voivodat de Warmia i Mazury, Polònia

També hi ha plans de signar acords d'agermanament amb:
- Beni-Mellal, Marroc

- Koper, Eslovènia

- Petrozavodsk, Rússia